# Xian de Zanhuang
Le xian de Zanhuang (赞皇县 ; pinyin : Zànhuáng Xiàn) est un district administratif de la province du Hebei en Chine. Il est placé sous la juridiction de la ville-préfecture de Shijiazhuang.

## Démographie
La population du district était de 222 039 habitants en 1999.